# Stenalcidia circumfumata
Stenalcidia circumfumata är en fjärilsart som beskrevs av W. Warren 1904. Stenalcidia circumfumata ingår i släktet Stenalcidia och familjen mätare. Inga underarter finns listade i Catalogue of Life.